# Little Wish 〜lyrical step〜
「Little Wish 〜lyrical step〜」（リトル・ウィッシュ・リリカル・ステップ）は、田村ゆかりの7枚目のシングル。2004年10月21日にKONAMIから発売された。

## 概要
初回限定盤にはリバーシブルピンナップ帯が付属されている。
この楽曲には「Little Wish 〜first step〜」（以下「〜first step〜」）と「Little Wish 〜lyrical step〜」（以下「〜lyrical step〜」）の2つのバージョンがあり、2番の歌詞が少し違う。
原曲である「〜first step〜」は2005年3月2日の4thアルバム『琥珀の詩、ひとひら』に収録。「〜lyrical step〜」はこのシングルのほかには、2007年3月28日のベストアルバム『Sincerely Dears...』に収録されている。
田村は「〜first step〜」の方が気に入っている旨をベストアルバム『Sincerely Dears...』のライナーノーツに記しており、自身のライブではほとんどの場合「〜first step〜」を歌っているが、『魔法少女リリカルなのは』のイベントとして2005年から数度開かれている『リリカル☆パーティ』『リリカル☆パーティSP』『リリカル☆パーティIII』『リリカル☆パーティIV』『リリカル☆パーティV』では、「〜lyrical step〜」を歌った。
また、2010年8月8日に放送されたNHK『MUSIC JAPAN』において水樹奈々とのデュエットによる「〜lyrical step〜」が披露された。

## 収録曲
1. Little Wish 〜lyrical step〜 [4:05]
作詞：椎名可憐、作曲・編曲：太田雅友
テレビアニメ『魔法少女リリカルなのは』エンディングテーマ
PVが制作されているが、商品化されていない。
2. 永遠 [5:04]
作詞・作曲・編曲：太田雅友
文化放送系ラジオ『田村ゆかりのいたずら黒うさぎ』エンディングテーマ（2004年10月 - 2005年4月）
3. Sweet Darlin' [4:29]
作詞：コトワカナデ、作曲・編曲：小松一也
  - 文化放送系ラジオ『田村ゆかりのいたずら黒うさぎ』オープニングテーマ（2004年10月 - 2005年4月）